# Christian Bwamy
Christian Mwenelwata Bwamy (Nairobi, 30 novembre 1989) è un ex calciatore keniota, di ruolo attaccante.

## Carriera

### Club
Bwamy ha vestito la maglia della prima squadra del Follo a partire dal campionato 2009, annata in cui il club ha centrato la promozione nella 1. divisjon. Ha esordito in questa divisione in data 25 aprile 2010, subentrando ad Alexander Ruud Tveter nel pareggio a reti inviolate sul campo del Sarpsborg 08. Ha fatto parte della squadra che ha raggiunto la finale del Norgesmesterskapet 2010, persa 0-2 contro lo Strømsgodset. Contemporaneamente, il Follo è retrocesso d'ufficio in 2. divisjon, a causa di un problema legato alle licenze.
Nel 2011, Bwamy è stato ingaggiato dal Valdres, in 2. divisjon. Un anno più tardi, è stato messo sotto contratto dal Fram Larvik, esordendo con questa maglia il 14 aprile 2012, in occasione della vittoria per 3-1 sul Grorud, partita in cui ha trovato anche la via del gol.
L'11 marzo 2014 ha fatto ufficialmente ritorno al Follo, sempre in 2. divisjon. Ha contribuito alla promozione in 1. divisjon ed il 16 gennaio 2015 rinnovato il contratto che lo legava al club per un'ulteriore stagione. Il Follo è retrocesso nuovamente in 2. divisjon e Bwamy ha lasciato la squadra in scadenza di contratto.
Rimasto per un anno lontano dai campi da calcio, in vista del campionato 2017 si è aggregato al Fram Larvik per riacquistare la forma fisica. Il 14 luglio successivo è stato annunciato il suo ritorno al Follo.

### Nazionale
Il 23 marzo 2013 ha esordito per la Nazionale keniota, subentrando a Dennis Oliech nel pareggio per 1-1 contro la Nigeria.

## Statistiche

### Presenze e reti nei club
Statistiche aggiornate al 15 settembre 2020.
| Stagione           | Club               | Campionato         | Campionato | Campionato | Coppe nazionali | Coppe nazionali | Coppe nazionali | Coppe continentali | Coppe continentali | Coppe continentali | Supercoppe | Supercoppe | Supercoppe | Totale | Totale |
| Stagione           | Club               | Comp               | Pres       | Reti       | Comp            | Pres            | Reti            | Comp               | Pres               | Reti               | Comp       | Pres       | Reti       | Pres   | Reti   |
| ------------------ | ------------------ | ------------------ | ---------- | ---------- | --------------- | --------------- | --------------- | ------------------ | ------------------ | ------------------ | ---------- | ---------- | ---------- | ------ | ------ |
| 2009               | Follo              | 2D                 | ?          | ?          | CN              | ?               | ?               | -                  | -                  | -                  | -          | -          | -          | ?      | ?      |
| 2010               | Follo              | 1D                 | 16         | 0          | CN              | 5+              | 1               | -                  | -                  | -                  | -          | -          | -          | 21+    | 1      |
| 2011               | Valdres            | 2D                 | ?          | ?          | CN              | ?               | ?               | -                  | -                  | -                  | -          | -          | -          | ?      | ?      |
| 2012               | Fram Larvik        | 2D                 | 24         | 3          | CN              | 1               | 0               | -                  | -                  | -                  | -          | -          | -          | 25     | 3      |
| 2013               | Fram Larvik        | 2D                 | 23         | 9          | CN              | 1               | 0               | -                  | -                  | -                  | -          | -          | -          | 24     | 9      |
| Totale Fram Larvik | Totale Fram Larvik | Totale Fram Larvik | 47         | 12         |                 | 2               | 0               |                    | -                  | -                  |            | -          | -          | 49     | 12     |
| 2014               | Follo              | 2D                 | 24         | 13         | CN              | 3               | 1               | -                  | -                  | -                  | -          | -          | -          | 27     | 14     |
| 2015               | Follo              | 1D                 | 23         | 3          | CN              | 2               | 0               | -                  | -                  | -                  | -          | -          | -          | 25     | 3      |
| lug.-dic. 2017     | Follo              | 2D                 | 13         | 3          | CN              | -               | -               | -                  | -                  | -                  | -          | -          | -          | 13     | 3      |
| Totale Follo       | Totale Follo       | Totale Follo       | 76+        | 19+        |                 | 10+             | 2+              |                    | -                  | -                  |            | -          | -          | 86+    | 21+    |
| 2019               | Bærum 2            | 4D                 | 4          | 0          | -               | -               | -               | -                  | -                  | -                  | -          | -          | -          | 4      | 0      |
| Totale             | Totale             | Totale             | 127+       | 31+        |                 | 12+             | 2+              |                    | -                  | -                  |            | -          | -          | 139+   | 33+    |